# 班巴利
班巴利（英語：Bambali）是西非國家甘比亞東部的一個城鎮。它位於北岸區的上巴迪布 。根據甘比亞官方2012年所作的人口調查顯示，居住在班巴利的人口為1,264人。